# Сідклей
Сідклей Феррейра Перейра (порт. Sidcley Ferreira Pereira), більш відомий, як Сідклей (порт. Sidcley; нар. 13 травня 1993, Віла Велья, Бразилія) — бразильський футболіст, лівий захисник грецького клубу «ПАС Ламія 1964».

## Клубна кар'єра
Вихованець клубу «Атлетіко Паранаенсі», але професійну кар'єру він почав у клубі «Ліньяріс». У 2011 році Сідклей поїхав в ОАЕ, де провів кілька сезонів у складі клубу «Шарджа». На початку 2013 року гравець повернувся до Бразилії, приєднавшись до «Катандувенсе». 26 січня в матчі Ліги Пауліста проти «Сан-Жозе Еспорте» він дебютував за новий клуб. На початку 2014 року Сідклей повернувся в «Атлетіко Паранаенсе». 11 вересня 2014 року в матчі проти «Греміо» він дебютував у бразильській Серії А.
На початку 2015 року Сідклей на правах оренди перейшов в «Атлетіко Гояніенсі». По закінченні оренди гравець повернувся в «Атлетіко Паранаенсе». У 2016 році він допоміг команді виграти Лігу Паранаенсе. А за 2017 рік Сідклей у всіх турнірах відіграв 57 матчів, в 46 з яких виходив в основі. Забив 6 голів і віддав 4 результативні передачі. Причому, всі ці голи припали на чемпіонат Бразилії, в якому він став найкращим бомбардиром у складі своєї команди.
23 лютого 2018 року Сідклей на правах оренди на один рік перейшов у «Корінтіанс», який за місяць до того за 11 мільйонів євро продав «Севільї» 20-річного лівого захисника Гільєрме Арану і шукав йому заміну. Тут Сідклей також грав в основі, але виключно на позиції лівого латераля. У 16 матчах за «Тімао» в чемпіонаті і Кубку Лібертадорес він забив 2 голи і зробив стільки ж асистів, а також виграв Лігу Паулісту.
У липні 2018 року Сідклей перейшов у київське «Динамо», оскільки за орендним контрактом Сідклея була прописана опція, згідно з якою «Атлетіко Паранаенсе» має право достроково завершити оренду футболіста і продати його в інший клуб, якщо отримає вигідну пропозицію. «Корінтіанс», в свою чергу, в такій ситуації мав першочергове право на викуп Сідклея за фіксовану суму, проте в результаті кошти знайти не зміг і змушений був відпустити ключового футболіста. Наразі за команду у Прем'єр-лізі України зіграв 17 матчів, забивши 1 гол.
8 січня 2020 року перейшов на умовах річної оренди до «Корінтіанса», в якому вже грав раніше.
Влітку 2021 року на правах оренди перейшов до грецького клубу ПАОК.

## Досягнення
Командні
 «Атлетико Паранаенсе»
- Чемпіон Ліги Паранаенсе: 2016

 «Корінтіанс»
- Чемпіон Ліги Пауліста: 2018

 «Динамо»
- Чемпіон України: 2020/21